# Messaggeri coraggiosi - Un passo dopo l'altro sulle strade di Gesù
Messaggeri coraggiosi - Un passo dopo l'altro sulle strade di Gesù (The Story Keepers) è una serie televisiva a cartoni animati cristiana prodotta da Shepherd Films e Audiovisivi San Paolo, con 13 episodi più 2 film. Per la trasmissione italiana in TV, avvenuta nel 1998 su Italia 1, è stata creata la sigla italiana Un passo dopo l'altro sulle strade di Gesù cantata da Cristina D'Avena.

## Introduzione
L'introduzione di ciascun episodio prima dell'inizio è la seguente:
"Roma, 64 AD. L'imperatore romano Nerone ha scatenato la sua furia contro i cristiani. Il loro crimine è il proclamare un Re più grande di Cesare. Dopo aver appiccato fuoco alla città, Nerone accusa di questo i cristiani e lancia una persecuzione per sterminarli. Le famiglie vengono separate, i bambini sono lasciati senza casa e a migliaia sono venduti come schiavi o dati in pasto ai leoni."

## Personaggi e doppiatori
| Personaggio | Doppiatore italiano      |
| ----------- | ------------------------ |
| Gesù        | Gabriele Calindri        |
| Ben         | Maurizio Scattorin       |
| Helena      | Patrizia Salmoiraghi     |
| Nerone      | Oliviero Corbetta        |
| Vinicio     | Marco Balzarotti         |
| Furio       | Mario Zucca              |
| Zak         | Flavio Arras             |
| Anna        | Roberta Gallina Laurenti |
| Ciro        | Elisabetta Spinelli      |
| Giustino    | Cinzia Massironi         |
| Marco       | Anna Bonel               |

## Episodi
Nell'edizione italiana gli episodi sono stati divisi in due parti.
| Nº | Titolo                       | Titolo originale         | Prima TV originale | Prima TV Italia |
| -- | ---------------------------- | ------------------------ | ------------------ | --------------- |
| 1  | La fuga                      | Breakout                 | 1995               | 1997-1998       |
| 2  | La tempesta                  | Raging Waters            | 1995               | 1997-1998       |
| 3  | Pericolo nelle catacombe     | Catacomb Rescue          | 1996               | 1997-1998       |
| 4  | In trappola                  | Ready, Aim, Fire         | 1996               | 1997-1998       |
| 5  | La nave degli schiavi        | Sink or Swim             | 1996               | 1997-1998       |
| 6  | Un viaggio al chiaro di luna | Starlight Escape         | 1996               | 1997-1998       |
| 7  | Un ruggito nella notte       | Roar in the Night        | 1996               | 1997-1998       |
| 8  | Il principe dei giocolieri   | Captured                 | 1996               | 1997-1998       |
| 9  | Soldato di Gesù              | Trapped!                 | 1997               | 1997-1998       |
| 10 | Un traditore in mezzo a noi  | Tricked by a Traitor     | 1997               | 1997-1998       |
| 11 | Il momento della verità      | Tried & True             | 1997               | 1997-1998       |
| 12 | Addio Roma                   | Caught at the Crossroads | 1997               | 1997-1998       |
| 13 | Fino ai confini della Terra  | To the Ends of the Earth | 1997               | 1997-1998       |

## Film
1. La grande storia di Pasqua (The Easter Story Keepers)
2. La grande storia di Natale (The Christmas Story Keepers)